# Organické sloučeniny india

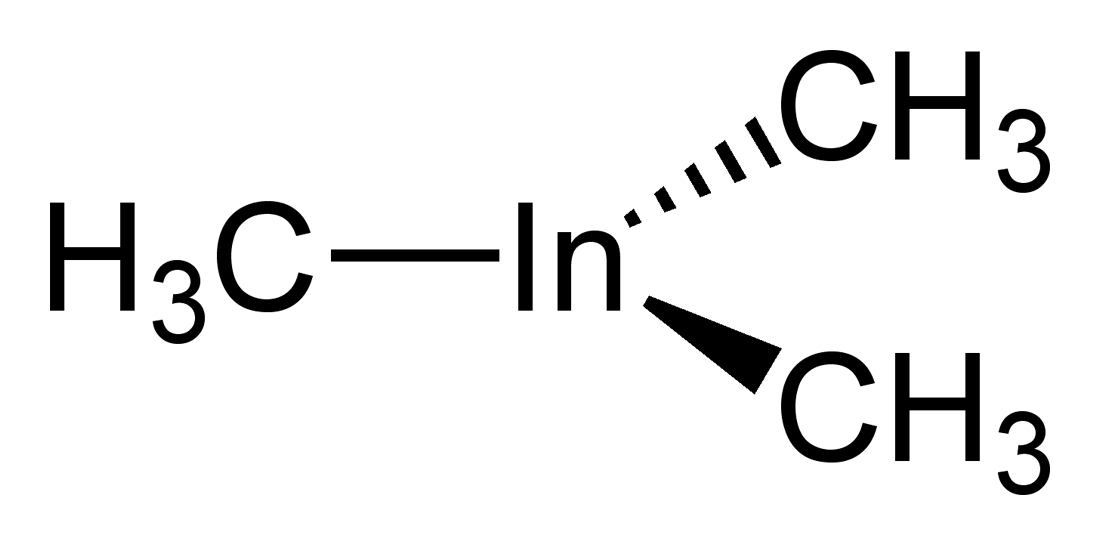
Trimethylindium

Organické sloučeniny india jsou organokovové sloučeniny obsahující vazby mezi atomy uhlíku a india.
Jejich hlavní využití spočívá ve výrobě polovodičů pro elektronické přístroje, také jsou potenciálně využitelné v organické syntéze. Ve většině těchto sloučenin má indium oxidační číslo III, podobně jako lehčí prvky 13. skupiny, gallium, hliník a bor.

## Organoindné sloučeniny
Indné sloučeniny se vyskytují častěji než gallné a borné; příkladem může být cyklopentadienylindium.

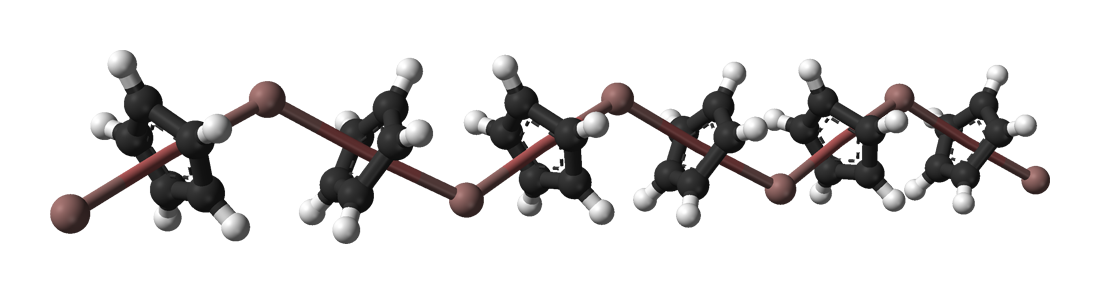
Struktura cyklopentadienylindia (CpIn), vytvářejícího polymer (červená = In)

Struktura [InC(tms)_{3}]_{4}, indného tetraedranu (tmavě šedá = In)

## Organoindité sloučeniny
Trimethylindium je bezbarvá těkavá kapalina, jedná se o upřednostňovaný zdroj india při MOVPE indiových polovodičů, jako jsou například InP, InAs a AlInGaNP. InMe3 je samozápalný.
Trialkyly se obvykle vytvářejí alkylacemi inditých halogenidů organolithnými sloučeninami.
Organoindité sloučeniny je také možné získat reakcemi kovového india In s alkylhalogenidy, například reakcí allylbromidu se suspenzí india v tetrahydrofuranu; vznikají přitom smíšené organoindité halogenidy, přitom se vytváří jak monoallylindiumdibromid, tak i and diallylindiumbromid.
V řadě organoinditých sloučenin InRX3−, RXIn+, R2In+ a X2In+ se za pokojové teploty rychle přeměňuje jedna v druhou.